# Acrocercops inconspicua
Acrocercops inconspicua är en fjärilsart som beskrevs av Forbes 1930. Acrocercops inconspicua ingår i släktet Acrocercops och familjen styltmalar.
Artens utbredningsområde är Puerto Rico. Inga underarter finns listade i Catalogue of Life.